# Viviana Canosa
Viviana Canosa (Buenos Aires; 30 de marzo de 1971) es una actriz, periodista, personalidad de radio, presentadora de televisión y escritora argentina. Es conocida por sus posiciones políticas conservadoras y su activismo provida y antifeminista.

## Carrera

### Televisión
Su carrera en la televisión se inició en 1995 como reportera de un programa en el canal deportivo TyC Sports; desde el año 2001 hasta el 2002, formó parte del panel del programa Intrusos en el espectáculo, a finales de ese mismo año decide abandonar para independizarse y crear, con su marido Daniel Tobal como productor, el programa Los profesionales de siempre, ciclo que se emitía por canal 9.
En 2004 intentó ocupar un lugar en el horario central con el programa ¿No será mucho?, como conductora. Debido a que no tuvo éxito, a las pocas semanas fue levantada por perder audiencia contra el ciclo de Susana Giménez.
El día siguiente inició la segunda temporada de Los profesionales de siempre meses después, Marisa Brel, una de sus panelistas, renunció luego de que Canosa sobrevolase la casa de Gran Hermano, reality en el que Brel también participaba de sus «debates». Al día siguiente, luego del gran revuelo mediático que se ocasionó, Canosa se dirigió, desde su programa, de manera dura hacia Claudio Villaruel y Jorge Rial, conductor de las galas de ese programa y su competencia.
En abril de 2009 debutó con un nuevo programa llamado Vos no me conocés, Sin embargo, a las pocas semanas el programa de Viviana fue cancelado por tener exclusividad con Canal 9.
En 2010 continuó con su programa de espectáculos, llamado, por ese entonces, Viviana Canosa, junto con Adrián Pallares, Luis Bremer y Camilo García como panelistas y con Damián Popochi Muñoz como locutor. Debido a la poca repercusión que obtuvieron las primeras emisiones el ciclo volvió a su esencia: los chismes, la frivolidad y los escándalos.
En el programa de Canal 9, Bendita, también estuvo como conductora reemplazando a Beto Casella, a manos de Ricardo Fort.
En 2012 se cambió el nombre a Más Viviana. Finalmente, luego de un mes donde la conductora debió abandonar la conducción por un accidente laboral y fue sucedida por varios conductores de reemplazo, el 12 de abril de 2013 fue la última emisión del ciclo.
El 20 de octubre de 2014, llevó a América TV, a conducir en Zapping, no estás perdiendo un programa... está viendo todos.
En 2015 fue convocada para realizar un programa especial para Todo Noticias, titulado El futuro presidente, en donde se realizó una serie de reportajes a los seis candidatos a presidente de la República Argentina.
En 2016, comenzó un ciclo titulado Gente positiva que se transmite en internet desde FWTV.
En 2018, volvió a la televisión conduciendo el Especial de la Fiesta nacional del Sol por la pantalla de ElTrece.
Condujo en el año 2019 un programa de política llamado Nada personal por Canal 9 en el cual ha desempeñado un papel controvertido como comunicadora, criticando, entre otros, al gobierno de Alberto Fernández y las medidas que adoptó frente a la emergencia sanitaria por la COVID-19.
En agosto de 2020, Canosa se vio envuelta en un fuerte escándalo tras beber en su programa Nada personal de una botella que contenía, según sus declaraciones, dióxido de cloro (CDS), un químico potencialmente peligroso promocionado como supuesta cura para la COVID-19.
Desde marzo de 2021 Canosa conduce el programa periodístico Viviana con Vos, transmitido por el canal A24 en el horario de 21:00 a 23:00.
En diciembre de 2021 promocionó desde su programa la estafa piramidal Generación Zoe, entrevistando a su CEO Leonardo Cositorto.
El 5 de agosto de 2022, por vía Twitter anunció su renuncia a su programa tras recibir la orden de Daniel Vila, tras los escraches en su auto, una vez que asumió como Ministro de Economía
En 2023, comenzó a conducir el programa +Viviana, por LN+, el 4 de febrero.
Actualmente desde marzo de 2025, conduce por Canal 13 el programa Viviana en vivo.

### Radio
En 2006 trabajó en la AM 950, ex Radio Belgrano.
En 2007 trabajó en la radioemisora Vale 97.5, conduciendo el programa Hoy puede ser un gran día. Se transmitía de lunes a viernes, desde las 07:00 hasta las 10:00 (UTC-3, hora local de Argentina).
El 19 de enero de 2009 comenzó un nuevo programa llamado "Viví de diez" en Radio 10, la emisora líder en audiencia de las AM, de 13 a 15. A los pocos meses el programa fue cancelado por baja audiencia.
El 1 de septiembre de 2009 volvió con la tercera temporada de su programa "Hoy puede ser un gran día" en el aire de Vale 97.5. Desde 2011 el nombre del programa se simplificó a "Hoy es un gran día". Según las mediciones de audiencia, el programa se ubica luego del quinto lugar en la franja horaria en la que compite.
El 1 de mayo de 2023 reinició su ciclo radial desde el primer día, en franja horaria de 18 a 20, con el multimedio uruguayo El Observador 107.9 ubicada la sede en Ciudad Autónoma de Buenos Aires amplando su proceso de expansión con figuras como Yanina Latorre, Esteban Trebucq, Luis Majul y Franco Mercuriali como colegas entre otros.

### Teatro
Durante una función teatral, participó en Atrapados por la risa (2001), una obra dirigida por Reina Reech en el teatro Broadway de la calle Corrientes.
En la temporada de verano de 2008 volvió al teatro para actuar en la comedia Una familia poco normal, dirigida por Gerardo Sofovich y protagonizada por la vedette Moria Casán. Ella interpretaba el personaje de "Melina". En junio de ese año renuncia a su contrato con Sofovich, despidiéndose del público en la función del 28 de junio.

## Controversias

### Aborto
En noviembre de 2020, Canosa se opone al aborto. Ha realizado numerosas editoriales sobre su postura provida, e incluso ha participado en manifestaciones en contra del aborto ya que lo considera un asesinato.

### Coronavirus
Viviana Canosa ha realizado constantes editoriales contra la vacunación contra el COVID-19, los hisopados, el uso de barbijos y otras medidas de prevención. En una ocasión, durante su programa, Canosa se mostró bebiendo dióxido de cloro, declarando que este químico prevenía el coronavirus. Días más tarde fue denunciada penalmente por el legislador neuquino Mariano Mansilla. La senadora nacional Silvia Sapag también pidió sanciones contra Canosa.
Los hechos precedentes le valieron ser multada por el Ente Nacional Argentino de Comunicaciones (ENACOM), por "atentar contra la salud pública" en el marco de la pandemia de coronavirus.

### Acusación de censura en "Viviana con vos" y ruptura con A24
El 5 de agosto de 2022, Viviana Canosa levantó su programa del día luego de contar que A24 no le habría dejado mostrar un polémico vídeo viral en el que Sergio Massa, en ese momento Ministro de Economía de Argentina, es insultado por dos mujeres en un acto público, responsabilizando a Daniel Vila (una de las cabezas del Grupo América), dada su buena relación con el ministro. Horas después, oficializó vía Twitter su desvinculación del canal, aunque al lunes siguiente se emitiría el programa mostrando la silla de Viviana vacía durante unos minutos, para luego pasar un compilado de programas viejos. Ante todo esto, muchas personalidades del país como Javier Milei, saldrían a apoyarla por las redes sociales, incluso se convocaron marchas pidiendo libertad de prensa usando la situación de Viviana para convocar gente.

### Acusación de censura por parte de Javier Milei
En septiembre de 2024 Viviana Canosa realizó un editorial titulado "Libertad de expresión", en el que denunció que el presidente Javier Milei intervino para que la despidieran de sus trabajos. Canosa afirmó que el gobierno "le tiene pánico a la libertad de expresión".

### Acusación en contra de Lizy Tagliani
En 2025 Canosa sostuvo una polémica con la conductora Lizy Tagliani.

## Trayectoria
| Televisión             | Televisión                            | Televisión               | Televisión                     |
| Año                    | Título                                | Canal                    | Notas                          |
| ---------------------- | ------------------------------------- | ------------------------ | ------------------------------ |
| 1993-1994              | Música Total                          | Canal 13                 | Reportera                      |
| 1995                   | TyC Noticias                          | TyC Sports               | Reportera                      |
| 1996-2000              | Memoria                               | El Nueve - Azul TV       | Panelista                      |
| 2001-2002              | Intrusos en el espectáculo            | América TV               | Panelista                      |
| 2002                   | Intrusos en la noche                  | América TV               | Panelista                      |
| 2002                   | La Selección                          | América TV               | Panelista                      |
| 2003, 2006-2009        | Los profesionales de siempre          | Canal 9                  | Conductora                     |
| 2010-2011              | Viviana Canosa                        | Canal 9                  | Conductora                     |
| 2011                   | Viviana                               | Canal 9                  | Conductora                     |
| 2012-2013              | Más Viviana                           | Canal 9                  | Conductora                     |
| 2004                   | ¿No será mucho?                       | Canal 9                  | Conductora                     |
| 2006                   | Premios Martín Fierro                 | Canal 9                  | Conductora de La alfombra roja |
| 2009                   | Vos no me conoces                     | C5N                      | Entrevistas                    |
| 2010                   | Bendita                               | El Nueve                 | Conductora de reemplazo        |
| 2011                   | Soñando por bailar                    | El Trece                 | Conductora                     |
| 2011-2012              | Sentido común                         | C5N                      | Entrevistas                    |
| 2012                   | Graduados                             | Telefe                   | Participación                  |
| 2014-2015              | Zapping                               | América TV               | Conductora                     |
| 2015                   | El Futuro Presidente                  | Todo Noticias            | Conductora                     |
| 2018                   | Fiesta nacional del Sol - El Especial | El Trece                 | Conductora                     |
| 2019-2020              | Nada personal                         | elnueve                  | Conductora                     |
| 2021-2022              | Viviana con vos                       | A24                      | Conductora                     |
| 2023                   | +Viviana                              | LN+                      | Conductora                     |
| 2025                   | Viviana en vivo                       | eltrece                  | Conductora                     |
| 2025                   | La Catedral del Siglo                 | C5N                      | Análisis político              |
| Televisión en Internet |                                       |                          |                                |
| Año                    | Título                                | Sitio                    | Notas                          |
| 2016                   | Gente Positiva                        | FWTV (fwtv.tv)           | Conductora                     |
| Radio                  |                                       |                          |                                |
| Año                    | Título                                | Emisora                  | Notas                          |
| 1990                   | Radio Top                             | FM 104.3                 | Conductora                     |
| 1991-1993              | Radio Mitre                           | AM 790                   | Conductora                     |
| 1994                   | Las tardes de NRG                     | Radio Energy - FM 101.1  | Conductora                     |
| 1995-2000              | La 100                                | FM 99.9                  | Conductora                     |
| 2006                   | Líos y alegrías                       | Radio Belgrano - AM 950  | Conductora                     |
| 2007-2012              | Hoy puede ser un gran día             | Radio Vale - FM 97.5     | Conductora                     |
| 2009                   | Vivi de diez                          | Radio 10 - AM 710        | Conductora                     |
| 2017-2018              | Vivi en la radio                      | Radio Belgrano - AM 950  | Conductora                     |
| 2019                   | Milenium Hoy                          | FM Milenium - FM 106.7   | Conductora                     |
| 2021                   | Un día de domingo                     | FM Milenium              | Conductora                     |
| 2023                   | Viviana 107.9                         | Radio El Observador      | Conductora                     |
| 2024                   | Viviana 630                           | Radio Rivadavia - AM 630 | Conductora                     |
| Teatro                 |                                       |                          |                                |
| Año                    | Título                                |                          |                                |
| 2001                   | Atrapados por la risa                 |                          |                                |
| 2008                   | Una familia poco normal               |                          |                                |